# Australian Championships 1933
Turniej tenisowy Australian Championships, dziś znany jako wielkoszlemowy Australian Open, rozegrano w 1933 roku w Melbourne w dniach 21 - 30 stycznia.

## Zwycięzcy

### Gra pojedyncza mężczyzn
- Jack Crawford (AUS) – Keith Gledhill (AUS) 2:6, 7:5, 6:3, 6:2

### Gra pojedyncza kobiet
- Joan Hartigan Bathurst (AUS) – Coral McInnes Buttsworth (AUS) 6:4, 6:3

### Gra podwójna mężczyzn
- Keith Gledhill (AUS)/Ellsworth Vines (USA) – Jack Crawford (USA)/Gar Moon (AUS) 6:4, 10:8, 6:2

### Gra podwójna kobiet
- Margaret Molesworth (AUS)/Emily Hood Westacott (AUS) – Joan Hartigan Bathurst (AUS)/Marjorie Gladman Van Ryn (USA) 6:3, 6:2

### Gra mieszana
- Marjorie Cox Crawford (AUS)/Jack Crawford (AUS) – Marjorie Gladman Van Ryn (USA)/Ellsworth Vines (USA) 3:6, 7:5, 13:11